# Neoceratium porretum
Neoceratium porretum is een soort in de taxonomische indeling van de Myzozoa, een stam van microscopische parasitaire dieren. Het organisme komt uit het geslacht Neoceratium en behoort tot de familie Ceratiaceae. Neoceratium porretum werd in 2009 ontdekt door F.Gomez, D.Moreira & P.Lopez-Garcia.